# Epiphragma inaequicinctum
Epiphragma inaequicinctum är en tvåvingeart som beskrevs av Alexander 1941. Epiphragma inaequicinctum ingår i släktet Epiphragma och familjen småharkrankar. Inga underarter finns listade i Catalogue of Life.